# ريتشارد فيشر
ريتشارد فيشر (بالإنجليزية: Rick Fisher)‏  (و. 1948  م) هو لاعب كرة السلة، من الولايات المتحدة، ولد في دنفر، كولورادو، يلعب كلاعب هجوم قوي الجسم.

## روابط خارجية
- ريتشارد فيشر على موقع سبورتس رفرنس (الإنجليزية)
- ريتشارد فيشر على موقع كلية كرة السلة في سبورتس رفرنس.كوم (الإنجليزية)
- ريتشارد فيشر على موقع ريلجم (الإنجليزية)